# 3402 Wisdom
3402 Wisdom eller 1981 PB är en asteroid i huvudbältet som korsar Mars omloppsbana. Den upptäcktes 5 augusti 1981 av den amerikanske astronomen Edward L.G. Bowell vid Anderson Mesa Station. Den är uppkallad efter den amerikanske astronomen Jack Wisdom.